# Être-en-faute
Dans l'œuvre de Martin Heidegger, cet article constitue un développement particulier de la sous-section « les différentes figures de l'existence » dans l'article Dasein. 
L'introduction du concept d'« Être en faute » de l'allemand Schuldigsein, est une étape importante dans le chemin suivi par Heidegger dans sa tentative de description de la constitution d'être du Dasein.
Après avoir examiné le caractère d'appel de la conscience, Heidegger fait intervenir au paragraphe 58 de (Être et Temps SZ p 280)  cette nouvelle notion  de Schuldigsein traduite par « Être-en-faute » chez François Vezin ou  « Être-en-dette » par Emmanuel Martineau. Il s'agit à cette étape de démonter le mécanisme par lequel le Dasein lui-même, jusqu'ici perdu dans le « On » et son bavardage, va exiger de soi-même de se retrouver dans sa vérité, d'être au clair avec soi-même. C'est le rôle moteur qu'il va attribuer à la « voix de la conscience », or l'intervention de la conscience, ou sa voix, est universellement éprouvée comme rapport à une faute, entendue comme culpabilité. Avec Être et Temps, l'être-en-faute ou en dette abandonne toute référence à la « morale » . Cette position a-moraliste présuppose une nouvelle appréhension de la notion de « conscience » comme de celle de la « faute ».

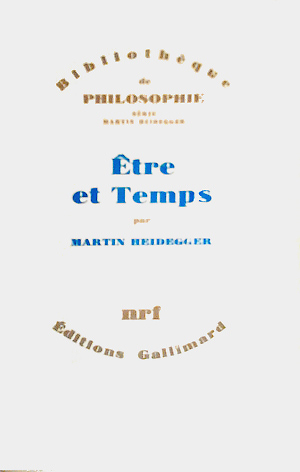
Être et Temps

## Approche de l'être-en-faute
« Être-en-faute » ou « être-en-dette », l'équivalence des deux expressions est remarquablement soutenue par tous les interprètes et traducteurs, notamment Emmanuel Martineau et François Vezin.

### Du sentiment de faute à la culpabilité
Comme le note Jean Greisch , là où il y a faute, il y a manque (dette) pour autrui, ou envers soi-même. Tout manque, tout défaut fait signe vers un responsable. Il y a de multiples formes de manquements, non-respect d'une loi, non-respect d'une promesse, manquement à l'éthique, indifférence pour autrui etc. et la conscience ordinaire ou conscience morale est éprouvée dans la « quotidienneté » comme ayant rapport à une faute qu'elle nous demande de réparer. Heidegger en fait directement le recensement dans Être et Temps (SZ p281).
Le phénomène notable est, qu'à chaque fois, ces manquements, lorsqu'ils viennent au jour, interviennent sous la forme d'un prédicat du « Je suis », « Je suis coupable » . Ce « Je suis coupable » fait à la fois ressortir le « caractère d'être » et aussi le « caractère unitaire » de ces phénomènes de manquements.
Ressentir une culpabilité c'est toujours être responsable, d'où l'idée que la faute a quelque chose à voir avec l'être du Dasein, que la faute affecte l'être et qu'elle doit être comprise comme genre d'être, de ce Dasein.

### De la culpabilité à l'être-en-faute
1. La décision stratégique de Heidegger, nous dit Jean Greisch[5] aura été de concevoir l'idée de culpabilité et de responsabilité qui y est associée, à partir du mode d'être propre du Dasein, comme un de ses modes d'être et non plus seulement comme un affect spécifique et passager dans le seul cadre de la conscience morale.
2. Il en découle que le Dasein doit prioritairement avoir une « entente préalable » de ce que veut dire pour lui « être en faute » qui dans son caractère unitaire soit susceptible de couvrir, l'ensemble des cas où est ressenti un sentiment de culpabilité[6],[7].
3. Une telle « entente préalable » relève d'une dimension à laquelle le Dasein n'a pas directement accès. Pour y parvenir, il s'agit de mettre entre parenthèses, les multiples formes de manquements qui s'expriment dans le sentiment de culpabilité, ainsi du manquement à la parole donnée à l'honneur et la honte, les multiples manières dont nous pouvons devenir débiteurs ainsi que tout rapport à un devoir moral ou une Loi transcendante[6],[5].
4. La « conscience morale » ordinaire, dans ses formes religieuses ou simplement altruistes est aussi mise de côté comme impuissante à expliciter l'essence de l'« être-en-faute » ou « être en dette » que Heidegger tente de formaliser.

Ce que veut à toute force écarter Heidegger, c'est l'idée que le concept d'« être-en-faute » puisse exprimer un défaut, un manque en raison par exemple, d'une non réponse à une « injonction » qui nous précéderait, à un devoir qui s'imposerait à nous, qui ne sont que des dérivés d'un mode de compréhension plus essentiel du Dasein , de lui-même, par lui-même. L'« être-en-faute »  sera ontologiquement « a-moral », originaire, car il appartient à la constitution d'être du Dasein, lui-même, ce que Heidegger cherchera à montrer à travers l'interprétation « existentiale » des conditions de possibilité de ces phénomènes, considérés eux comme universels.

## La voix de la conscience

### Le sens du phénomène
La question n'est plus de savoir, comme en régime métaphysique, (de faute et de culpabilité), si dans telle situation, le Dasein aurait pu agir autrement qu'il ne l'a fait, ce que l'on appelle traditionnellement la question du « libre arbitre », mais de savoir, pour ainsi dire, si le Dasein a pu se choisir, « choisir ce choix », dans la « situation » qui est à chaque fois la sienne, et par là s'accomplir en tant que libre  pouvoir-être puisé, au plus profond du « Soi-même »,.
L'instance appelante, l'appel se présente comme une voix étrangère, cette voix littéralement me tombe dessus, or le Dasein, est aussi dans son être, étranger à lui-même et au monde, conformément à la notion de « Unheimlichkeit » que Heidegger va dégager de sa lecture des « présocratiques ».
C'est ce caractère fondamental du Dasein comme être originairement toujours jeté dans le « non-chez-soi », qui seul permet de rendre compte du phénomène dit « appel de la conscience », Gewissen qui sinon en tant qu'appel à soi-même, nous resterait parfaitement inexplicable. Le Dasein vivant sur un mode impropre, se convoque lui-même, au nom de son étrangeté essentielle, à quitter le « On », à quitter sa fascination pour le monde. À travers et par l'appel de la conscience, le Dasein est pleinement ouvert à lui-même, il est son ouverture sur le mode plénier, c'est ce que Heidegger va appeler la « Résolution », en allemand Die vorlaufende Entschlossenheit.

### L'origine de l'appel
En régime de quotidienneté, le Dasein est perdu dans le «On ». Il se plie à d'innombrables règles de comportement qui l'éloignent plus ou moins du Souci de son être. Ce que va conserver Heidegger dans l'idée de Conscience c'est essentiellement le phénomène de la « voix », la « voix de la conscience » Stimme des Gewissens ,à qui il va attribuer ce rôle de rappel à l'ordre, de rappel à être soi-même, phénomène qu'il va soumettre à une analyse ontologique et reconnaître en tant que phénomène originaire du Dasein, c'est-à-dire comme un existential. Cet appel intérieur, lautloser Ruf, dit quelque chose de spécifique quant au mode d'être de l'« être-au-monde », il se présente comme donc une modalité particulière de l'entente, possédant à ce titre un pouvoir de « révélation propre ». Cet appel pressant et particulier en venant interrompre tout le bavardage public qui entoure le Dasein, lui parle de lui, au milieu de tous ses divertissements.

### Les conditions de l'appel
Il importe de préciser, dès l'abord, que cette « voix de la conscience » est accueillie telle quelle, chez Heidegger sans que jamais l'on puisse en déduire l'existence de quelque chose comme une conscience. Le phénomène c'est la voix intérieure et rien d'autre. Pour Heidegger, la possibilité d'un tel « pouvoir-être authentique » est justement attestée par le caractère universel de cette « Voix de la conscience », voix dont il relève que le sens en est brouillé par un fatras d'opinions doctrines et théories, notamment psychologiques ou religieuses, et dont le phénomène considéré, comme réel et universel, doit être libéré de sa gangue de préjugés, pour accéder à son essence.

### Le contenu de l'appel
Le contenu de l'appel, la voix  appelle le Dasein à sa singularité « insubstituable » et non à un idéal de vie, ni à une injonction d'avoir à se dépasser. La voix appelle le Dasein, nous dit Heidegger, à son « être-en-dette » Schuld (traduction Emmanuel Martineau) ou « en faute » (traduction Vezin).

## Interprétation existentiale
À la recherche de cette dimension de l' « être en faute » ou « être en dette » permettant d'expliciter tous les phénomènes mettant en jeu la voix de la conscience, une fois rejetées toutes les explications éthiques et normatives, il reste à Heidegger à formaliser la notion de faute en négativité Grundsein einer Nichtigkeit.
Par rapport à la conscience morale ordinaire, l'appel de la conscience, chez Heidegger, présente les traits suivants :
- ce n'est pas un appel ponctuel et a posteriori pour la réparation d'une faute,
- c'est un appel anticipatif général et permanent  correspondant à une injonction d'avoir à retourner à son  pouvoir-être le plus propre,
- c'est un appel par ce soi-même au soi-même déchu dans le « On » de l'opinion moyenne, pour l'extraire et l'élever jusqu'à ses propres possibilités.

On voit donc qu'il s'agit d'un appel qui n'implique en soi, aucune culpabilité traditionnelle particulière. Le  Dasein déchu et dispersé a « à être » ses possibilités. « Il a à être lui-même, tel est l'impératif ».
Le sentiment de la faute morale s'inscrit dans cette recherche du Soi et comme le constate Jean Greisch, il y a originairement l'être en faute, ensuite et seulement les phénomènes de bonne ou de mauvaise conscience liés à la morale. L'être-en-faute est la condition de possibilité du mal moral, l'éthique cède le pas devant l'ontologique.
Mais alors qu'en est-il de la nature de la faute dans l'expression Être-en-faute ?
Qu'en est-il de ce « pouvoir-être le plus propre » qui est l'objet de l'appel ?

### En quel sens faut-il comprendre le terme faute?
C'est dans son sens le plus général de « manque » que la faute doit être abordée, elle est toujours un « manque de quelque chose », « un dé-faut » 
On reconnaît accessoirement dans ce manque un trait fondamental du thème de la Finitude qui imprègne tout  Être et Temps  à travers la déclinaison des formes existentielles de notre « Nihilité » ou « Vanité » que ce soit la mort, l'angoisse ou la déchéance.

#### La formalisation de l'idée de faute
Pour échapper à l'emprise de l'explicitation par la conscience morale Heidegger va d'abord formaliser , l'idée de faute (la penser dans l'infdifférence ontologique), pour ensuite la déformaliser, dans un second temps, en se posant la question, que veut dire faute pour l'étant déterminé en son être par le souci, le Dasein?
Sur un plan purement formel l'idée de faute veut dire, nous dit Heidegger, être le « fondement d'une « Négativité »,  Grundsein einer Nichtigkeit  », d'un « Ne-pas ».

#### La signification pour le Dasein
C'est, ce « Ne..pas », ce manque, cette « Négativité » que Heidegger croit reconnaître à deux occasions précises :
1. Dans le concept de Dasein comme  « être-jeté ». En tant que tel le Dasein n'est pas son propre fondement[N 8], il reste essentiellement en deçà de ses possibilités. Il a à être « ce à quoi il a été remis », il est à charge de lui-même. Le concept de facticité poussé à sa radicalité absolue, est l'expression de ce phénomène, il est « Être fondement ce qui signifie qu'il n'est jamais maître le l'être le plus propre du fondement »[6]. Le « ne-Pas » de ce « ne-pas-être » (fondement) constitue la première Négativité[17] et la plus essentielle[N 9](voir le complexe paragraphe 58 d'Être et Temps).
2. Le Dasein est « être-jeté-se-projetant » ; se comprendre dans tel ou tel projet c'est aussi être amené à choisir l'un au détriment de l'autre. En conséquence tout possible existentiel est aussi manque et renoncement[6].

#### Conséquences pour le Dasein
Le Dasein est doublement en faute,
- il n'est pas son propre fondement mais a plutôt à se fonder lui-même en se prenant en charge en tant qu'être jeté dans une situation historique et mondaine donnée, et,
- il est encore en faute comme être libre se projetant dans l'une de ses possibilités après avoir renoncé à d'autres.

Dans son être le Dasein est transi de négativité en n'étant pas ce qu'il aurait pu être (fille au lieu de garçon). Toute détermination dans le cours de l'existence est corrélativement une négation, ainsi le Dasein est toujours « en faute » (en défaut) de ce qu'il aurait pu être.
Le fondement de son être est donc de « n'en avoir aucun » sinon le Néant Abgrund
Il est loisible de trouver, ainsi que Christian Sommer, dans cette position extrême qui amplifie le côté négatif du Dasein, comme un écho de la doctrine de la corruption radicale de l'homme chez Luther.

### Quel rôle Heidegger fait-il jouer à ce concept d'être-en-faute?
voir le paragraphe (§62) d'Être et Temps. Être-en-faute comme double négativité appartient essentiellement à l'être du Dasein et se caractérise par sa constance. Le parti « d'y voir clair en conscience » est résolution pour cet être-en faute.

### En quel sens faut-il comprendre l'expression de pouvoir-être le plus propre
Quels changements la nouvelle détermination du concept de faute entraîne-t-il pour l'appréhension de ce pouvoir-être ?
Le plus surprenant de tout, l'advocation à être Soi est ni plus ni moins qu'une convocation à l'être-en-faute. L'advocation interpelle le  Dasein afin qu'il assume les possibilités de son existence en tant qu'être-jeté. Ramené à lui-même, il est invité par l'appel à quitter le refuge factice du « On », du non choix de lui-même, pour revenir à la vérité de son être et assumer sa propre négativité d'être-jeté, c'est-à-dire aussi sa singularité, son solus ipse ,. C'est ce que Heidegger appelle « vouloir avoir conscience » .
Par cela, on voit que le conscience n'est pas la conscience morale elle n'en est que la possibilité, cette possibilité ouvrant pleinement le  Dasein à lui-même, il est proprement là, se projetant vers son être-en-faute, angoissé et silencieux. Cette ouverture (Erschlossenheit), Heidegger la nomme « Résolution »  (Entschlossenheit ).